# 양기누
양기누(楊吉砮, ᠶᠠᠩᡤᡳᠨᡠ Yangginu, ?-1584)는 추쿵거(Cukungge, 祝孔革)의 손자이자 타이추(Taicu, 太杵)의 차남으로, 청(淸) 태조(太祖) 누르하치(Nurhaci, 努爾哈赤)의 장인이자 청 태종(太宗) 홍타이지(Hong Taiji, 皇太極)의 외할아버지로, 여허(Yehe, 葉赫) 동성버일러(東城貝勒)이다.

## 생애

### 가계
선조는 몽골 투메드씨(土默特氏)로 이들은 후에 나라씨(納喇氏)로 성을 바꿨다. 칭기야누(Conggiyanu, 淸佳砮)와 양기누 형제 대에 이르러, 나라씨는 인근 부락을 합병하거나 안무하였으며, 험한 지세를 이용하여 서로 몇 리(里) 떨어진 두 성을 수축하였다. 칭기야누는 서성(西城)에 거주하였고 양기누는 동성(東城)에 거주하였으며, 두 사람은 공동으로 여허버일러(葉赫貝勒)가 되었다. 명(明)의 사람들은 이들을 '이노(二奴, 청길노(칭기야누)와 양길노(양기누) 두 사람, 혹은 두 노예)'라고 비꼬아 불렀다.

### 왕타이에의 귀순
양기누 형제가 처음 두각을 드러낸 때는 하다(哈達)의 완한(Wan han, 萬汗) 왕타이(王台)의 세력이 강성할 때였다. 왕타이는 명의 총애를 받았고 여진 부락들 사이에서 패자를 자칭하였다. 양기누 형제는 왕타이를 성심껏 받들었고, 여동생 온저(溫姐)를 왕타이에게 시집보내었다. 왕타이라는 의지처를 얻은 양기누 형제는 세력을 빌어 자신의 세력을 만들었고, 여러 차례 건주여진(建州女眞) 호족 왕고(王杲)와 연합하여 명의 변방을 겁략하였다. 명은 왕고를 토벌하였으나 형제는 왕고를 거들떠 보지도 않았고, 왕타이의 비호만을 받았다. 이후 왕타이는 자신의 딸을 양기누에게 시집보내었다.

### 할아버지를 위한 보복
그러나 양기누 형제는 항상 조부 추쿵거가 왕타이의 숙부 왕지 와일란(旺濟外蘭) 혹은 왕충(王忠)에게 살해당한 것에 대한 보복만을 꿈꾸었다. 그러면서 속으로는 왕타이에게 원한을 품었다. 왕타이의 말년에, 하다의 세력이 점차 쇠하면서 양기누는 하툰(哈屯) 수령 황홀태(恍惚太)의 결혼을 다시 허락하였고, 그와 연합하여 옛 땅 지러(季勒) 등의 채(寨)를 회복하였다. 왕타이의 장남 후르간(扈爾干) 부하 바이후치(白虎赤) 등이 잇달아 하다를 상대로 반란을 일으켰고 여허에 귀순하면서 여허 세력은 점차 강성해졌고, 왕타이는 이에 분노하다 사망하였다. 왕타이 사후 여러 아들이 내란을 일으켜 서자 캉구루(康古魯)가 쟁탈전에서 패배하였고 칭기야누에 투항, 칭기야누는 딸을 그에게 시집보내어 왕타이의 자손과 캉구루를 이간하여 골육상쟁을 벌이게 하였다. 명이 하다에게 준 칙서 700도(道)를 노획하였다.
만력 11년(1583), 양기누 형제는 배반한 장수 바이후치를 거느리고 난토(暖兔)와 황홀태 부대 1만여 기를 이끌고 왕타이 아들 멍거불루(Menggebulu, 孟格布祿)를 습격, 300급을 참수하고 갑주 150벌을 노획하였다. 또한 맹골태(猛骨太)와 남사이(那木塞) 부대 병마를 빌려 멍거불루 소속 가옥들을 불태우고 전지와 가장을 짓밟았다. 명조정은 여허를 위로하면서도 조서를 통하여 전쟁을 중지하고 철군을 제의하였다. 양기누 형제는 반대하였고 하다 합병 후에 관두겠다는 뜻을 유지하였다. 이에 다시 멍거불루와 그 형이 분배한 장원 각 10곳을 불태우고 왕타이의 손자 다이샨(Daišan, 岱善 혹은 歹商) 소속 장원 1좌를 불태웠다. 이후 황홀태의 2천철기를 광순관(廣順關)으로 데려가서 사대고채(沙大高寨)를 공격하여 함락시키고 포로 300명을 붙잡았으며, 병력으로 협박하여 명이 교부한 조공 칙서를 얻었다.

### 시장 장벽에서의 사망
만력 12년(1584), 이러한 형세를 검토히여 하다의 요구를 더하여, 요동순무(遼東巡撫) 이송(李松)과 요동총병(遼東總兵) 이성량(李成梁)은 양기누 형제 주살을 계획하였다. 이성량은 양기누 형제를 시권(市圈, 시장 장벽)으로 불렀다. 그리고는 '명 황제가 칙서를 내려 포상한다(賜敕賞賚)'고 거짓으로 꾸며 유인하였고 실제로는 복병을 두었다. 앵기누 형제는 계략인지 모르고 300여 기를 데리고 벽 안으로 들어갔다. 이성량이 명령을 내리자 시장 장벽 문을 닫고 포를 신호로 터뜨리자 복병이 나오자 칼부림이 닐어났다. 칭기야누, 양기누, 바이후치, 칭기야누 아들 오손불루(兀孫孛羅), 양기누 아들 할하마(哈兒哈麻) 및 부하 311명을 몰살하였다. 후인은 이를 가리켜 '시권계(市圈計)'라 칭하였다.
양기누 형제 사후 칭기야누 아들 부자이(Bujai, 布寨)와 양기누 아들 나림불루(Narimbulu, 納林布祿) 모두 버일러직을 이었다.

## 참고문헌
- 조이손(趙爾巽) 등. “『청사고(淸史稿)』 「열전(列傳)10」”. 2011년 6월 9일에 원본 문서에서 보존된 문서. 2011년 3월 24일에 확인함.
- 『엽혁국패륵가승(여허국버일러가승)(葉赫國貝勒家乘)』(淸抄本)
- 염숭년(閻崇年), 『누르하치전(努爾哈赤傳)』, 『명망청흥60년(明亡淸興六十年)』